# Штайнгорст (Шлезвіг-Гольштейн)
Штайнгорст (нім. Steinhorst) — громада в Німеччині, розташована в землі Шлезвіг-Гольштейн. Входить до складу району Герцогство Лауенбург. Складова частина об'єднання громад Зандеснебен-Нуссе.
Площа — 16,37 км2. Населення становить 569 ос. (станом на 31 грудня 2020).